# 草地越桔
草地越桔（学名：Vaccinium pratense）为杜鹃花科越桔属下的一个种。

## 扩展阅读
維基物種上的相關：草地越桔